# Trachea euryscia
Trachea euryscia är en fjärilsart som beskrevs av George Francis Hampson 1918. Trachea euryscia ingår i släktet Trachea och familjen nattflyn. Inga underarter finns listade i Catalogue of Life.